# 2010 FIFAワールドカップ・大陸間プレーオフ
このページは2010 FIFAワールドカップ・予選の大陸間プレーオフの結果をまとめたものである。

## 参加チーム
| 連盟     | 順位        | チーム           |
| -------- | ----------- | ---------------- |
| AFC      | 5次予選勝者 | バーレーン       |
| CONCACAF | 4次予選4位  | コスタリカ       |
| CONMEBOL | 5位         | ウルグアイ       |
| OFC      | 2次予選勝者 | ニュージーランド |

2009年6月2日にバハマのナッソーで行われた総会によって組み合わせは以下のようになった。
- アジア5次予選勝者 対 オセアニア2次予選勝者
- 北中米カリブ海4次予選4位 対 南米予選5位

## 結果

### AFC対OFC
| チーム #1  | 合計 | チーム #2        | 第1戦 | 第2戦 |
| ---------- | ---- | ---------------- | ----- | ----- |
| バーレーン | 0–1  | ニュージーランド | 0–0   | 0–1   |

| 2009年10月10日 18:30 UTC+3 |

| バーレーン | 0–0      | ニュージーランド |
|            | (Report) |                  |

| バーレーン・ナショナル・スタジアム（リファー） 観客数: 37,000 主審: カッシャイ・ヴィクトル（ハンガリー） |

| 2009年11月14日 20:00 UTC+13 |

| ニュージーランド      | 1–0      | バーレーン |
| ロリー・ファロン 45分 | (Report) |            |

| ウェリントン・リージョナル・スタジアム（ウェリントン） 観客数: 36,500 主審: ホルヘ・ラリオンダ (ウルグアイ) |

### CONCACAF対CONMEBOL
| チーム #1  | 合計 | チーム #2  | 第1戦 | 第2戦 |
| ---------- | ---- | ---------- | ----- | ----- |
| コスタリカ | 1–2  | ウルグアイ | 0–1   | 1–1   |

| 2009年11月14日 20:00 UTC–6 |

| コスタリカ | 0–1      | ウルグアイ              |
|            | (Report) | ディエゴ・ルガーノ 21分 |

| エステディオ・リカルド・サプリッサ・アイマ（サンホセ） 観客数: 19,500 主審: アルベルト・ウンディアーノ (スペイン) |

| 2009年11月1日 21:00 UTC-2 |

| ウルグアイ                    | 1–1      | コスタリカ              |
| セバスティアン・アブレウ 70分 | (Report) | ワルテル・センテノ 74分 |

| エスタディオ・センテナリオ（モンテビデオ） 観客数: 55,000 主審: マッシモ・ブサッカ (スイス) |